# Õlletoober

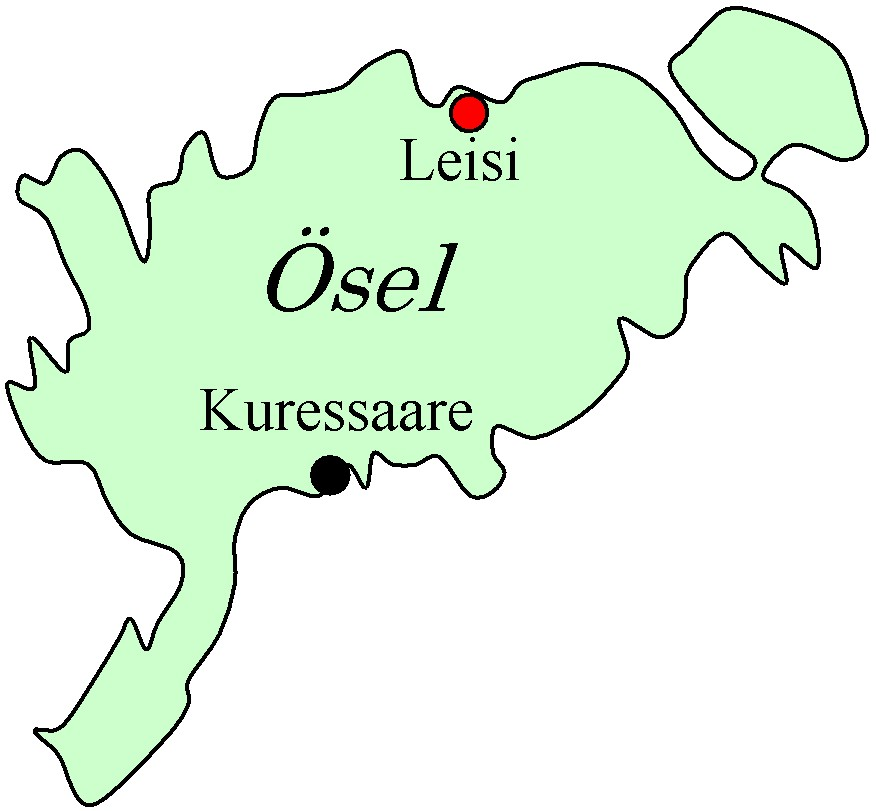
Õlletoober tilldrar sig i Leisi på norra Ösel.

Õlletoober, årlig ölfestival på Ösel, Estland. Õlletoober betyder ungefär ölsejdeln. Festivalen äger rum i Leisi på norra delen av Ösel i slutet på juli. Under festivalen avgörs vilken hembryggare på Ösel och Dagö som gjort den bästa drickan. De flesta baltiska bryggerier finns representerade med egna öltält, liksom många nordiska, tyska, polska och ryska bryggerier. Inhemska musiker underhåller från två scener.